# Nathan George Evans
Nathan George Evans (Contea di Marion, 3 febbraio 1824 – Midway, 23 novembre 1868) è stato un generale statunitense.

## Biografia
Nato in una contea della Carolina del Sud si diploma presso l'Accademia militare di West Point nel 1848, lì guadagna un soprannome che gli resterà addosso per tutto il resto della vita "Shanks" dovuto alle sue gambe sottili e alle ginocchia valghe. Dopo il diploma combatte contro gli indiani scalando i vertici militari fino a raggiungere il grado di capitano. Nel 1861 allo scoppio della guerra Evans ha appena avuto il suo primo figlio che viene battezzato come lui, dovendo andare a combattere si schiera con la Confederazione. Durante la Prima battaglia di Bull Run con un piccolo manipolo di uomini riesce a trattenere i nordisti abbastanza a lungo perché le forze confederate potessero riunirsi e, a dispetto della propria ritirata, riuscì a contribuire alla vittoria finale dei sudisti. Il coraggio dimostrato in questa ed altre battaglie, come la battaglia di Antietam o la Seconda battaglia di Bull Run gli fecero raggiungere il grado di brigadier generale. Dal 1863 in poi la sua carriera si arresta, il consumo di alcol e il conseguente comportamento scostante e litigioso lo mette in cattiva luce con i superiori, tanto che il generale Pierre Gustave Toutant Beauregard lo deferisce alla corte marziale. Dal processo esce prosciolto, tuttavia un altro evento contribuisce a stroncargli la carriera, un incidente col calesse lo rende abbastanza invalido da non ritenerlo più idoneo al comando e il generale Beauregard lo esonera indicandolo come inidoneo al comando. Relegato in seconda linea fa ancora parlare di sé quando, col cognato, scorta per un tratto il presidente Jefferson Davis che si stava dando alla fuga.
Dopo la guerra va ad insegnare in una scuola di Midway in Alabama e muore nel 1868 poco dopo la nascita dell'ultimogenita.